# Línea 443 (Interurbanos Madrid)
La línea 443 de la red de autobuses interurbanos de Madrid une el intercambiador de Plaza Elíptica con Las Margaritas (Getafe).

## Características
Esta línea une Madrid con el barrio de Las Margaritas, en un trayecto de media hora de duración entre cabeceras. Desde su creación hasta el 19 de enero de 2008, la línea iniciaba recorrido en Embajadores junto a la línea 444, cuando se trasladó su cabecera al nuevo intercambiador de Plaza Elíptica.
La línea no mantiene los mismos horarios todo el año, desde el 1 al 31 de agosto se reducen el número de expediciones, además de los días excepcionales vísperas de festivo y festivos de Navidad en los que los horarios también cambian y se reducen.
Está operada por la empresa Avanza Movilidad Integral mediante la concesión administrativa VCM-402 - Madrid – Getafe – Alcorcón (Viajeros Comunidad de Madrid) del Consorcio Regional de Transportes de Madrid.

## Horarios
| Lunes a viernes laborables (1 de septiembre - 31 de julio) |
| De 6:25 a 23:00 cada 20-30 minutos                         |
| Lunes a viernes laborables (Agosto)                        |
| De 6:30 a 23:00 cada 30 minutos                            |
| Sábados laborables (1 de septiembre - 31 de julio)         |
| A 6:25 - 6:45 - 7:15 - 7:35 - 8:05                         |
| De 8:30 a 21:30 cada 30 minutos                            |
| A 21:55 - 22:20 - 22:45 - 23:10                            |
| Sábados laborables (Agosto)                                |
| De 6:30 a 23:00 cada 30 minutos                            |
| Domingos y festivos (1 de septiembre - 31 de julio)        |
| A 6:45 - 7:35                                              |
| De 8:30 a 14:30 cada hora                                  |
| De 15:00 a 21:30 cada 30 minutos                           |
| A 21:55 - 22:20 - 22:45 - 23:10                            |
| Domingos y festivos (Agosto)                               |
| De 8:30 a 14:30 cada hora                                  |
| De 14:30 a 23:00 cada 30 minutos                           |

| Lunes a viernes laborables (1 de septiembre - 31 de julio) |
| A 6:00 - 6:25                                              |
| De 6:50 a 22:30 cada 20 minutos                            |
| Lunes a viernes laborables (Agosto)                        |
| De 6:00 a 22:30 cada 30 minutos                            |
| Sábados laborables (1 de septiembre - 31 de julio)         |
| A 6:00 - 6:20 - 6:50 - 7:10 - 7:40                         |
| De 8:00 a 21:30 cada 30 minutos                            |
| A 21:55 - 22:20 - 22:45                                    |
| Sábados laborables (Agosto)                                |
| De 6:00 a 22:30 cada 30 minutos                            |
| Domingos y festivos (1 de septiembre - 31 de julio)        |
| A 6:20 - 7:10                                              |
| De 8:00 a 14:00 cada hora                                  |
| De 14:30 a 21:30 cada 30 minutos                           |
| A 21:55 - 22:20 - 22:45                                    |
| Domingos y festivos (Agosto)                               |
| De 8:00 a 14:00 cada hora                                  |
| De 14:00 a 22:30 cada 30 minutos                           |

## Recorrido y paradas

### Sentido Getafe
| Código | Parada                                        | Común con                                 | Conexiones con Metro y Cercanías | Municipio | Zona |
| ------ | --------------------------------------------- | ----------------------------------------- | -------------------------------- | --------- | ---- |
| 17042  | Intercambiador de Plaza Elíptica (dársena 13) |                                           | Plaza Elíptica                   | Madrid    |      |
| 05349  | Tanatorio Sur                                 | SE702 441 442 444 446 460 461 463 464 469 |                                  | Madrid    |      |
| 07641  | Ctra. A42 - Pol. Ind. Prado Overa             | 441 442 444 446 460 461 463 464 469 470   |                                  | Madrid    |      |
| 11733  | Av. María Zambrano - C. C. Bulevar            |                                           | Los Espartales                   | Getafe    |      |
| 11719  | Av. María Zambrano - Gabriela Mistral         |                                           |                                  | Getafe    |      |
| 17399  | Concha Espina - Av. María Zambrano            | 3                                         |                                  | Getafe    |      |
| 11714  | Madrid - Est. Las Margaritas Universidad      |                                           | Las Margaritas Universidad       | Getafe    |      |
| 08333  | Av. Ciudades - Pza. Victoria Kent             | 2                                         |                                  | Getafe    |      |
| 08335  | Av. Ciudades - Centro Cívico                  | 442 2                                     |                                  | Getafe    |      |
| 08336  | Sánchez Morate - Av. Las Ciudades             |                                           |                                  | Getafe    |      |

### Sentido Madrid
| Código | Parada                                        | Común con                               | Conexiones con Metro y Cercanías | Municipio | Zona |
| ------ | --------------------------------------------- | --------------------------------------- | -------------------------------- | --------- | ---- |
| 08336  | Sánchez Morate - Av. Las Ciudades             |                                         |                                  | Getafe    |      |
| 08295  | Velarde - Universidad                         | 450                                     |                                  | Getafe    |      |
| 08297  | Madrid - Pza. Victoria Kent                   | 428 441 442 488                         |                                  | Getafe    |      |
| 11715  | Madrid - Est. Las Margaritas Universidad      |                                         | Las Margaritas Universidad       | Getafe    |      |
| 17398  | Concha Espina - Av. María Zambrano            | 3                                       |                                  | Getafe    |      |
| 11718  | Av. María Zambrano - Gabriela Mistral         |                                         |                                  | Getafe    |      |
| 11734  | Av. María Zambrano - C. C. Bulevar            |                                         | Los Espartales                   | Getafe    |      |
| 07642  | Ctra. A42 - Pol. Ind. Alcatel                 |                                         |                                  | Madrid    |      |
| 07640  | Ctra. A42 - Pol. Ind. Prado Overa             | 441 442 444 446 460 461 463 464 469 470 |                                  | Madrid    |      |
| 05687  | Avenida de los Poblados - Carretera Toledo    | 155 441 442 444 446 460 461 463 464 469 |                                  | Madrid    |      |
| 17042  | Intercambiador de Plaza Elíptica (dársena 13) |                                         | Plaza Elíptica                   | Madrid    |      |